# Kevin García Martínez
Kevin García Martínez (Palma di Maiorca, 8 settembre 1989) è un calciatore spagnolo, difensore dell'Andratx.